# کریستیانا یاندا
کریستیانا یاندا (لهستانی: Krystyna Jolanta Janda؛ زادهٔ ۱۸ دسامبر ۱۹۵۲) بازیگر و فیلم‌نامه‌نویس اهل لهستان است. وی از سال ۱۹۷۶ میلادی وارد حرفه بازیگری شد و تاکنون مشغول فعالیت است.
یاندا در سال در سال ۱۹۹۰ برنده جایزه بهترین بازیگر زن جشنواره فیلم کن شده است.

## گزیدۀ نقش‌آفرینی‌ها
- فیلمی کوتاه درباره کشتن
- مرد آهنین
- ده فرمان ۲
- ده فرمان ۵
- مرد مرمرین
- بازجویی
- شکنجه
- تاتاراک
- او-بی، او-با: پایان تمدن
- آوای وزغ
- هوایی چنان پاک
- آنان
- وضعیت تملک
- دختر و پلیس
- همبستگی، همبستگی...
- قوانین نانوشته
- در روز روشن
- سنگ
- آغاز بهار
- بدون پنهان‌کاری
- شال‌گردن زرد
- کارگزار من
- یک ورشویی